# Kiadatlan Edda-dalok
Az alábbi szócikkben találhatóak azok a dalok, melyeket az Edda Művek együttes írt, ám különféle okoknál fogva nem kerültek fel lemezre, vagy nem úgy kerültek fel, ahogyan azt eredetileg szerették volna. Ezek egy részét később feljátszották különféle kiadványokra.

## 1970-es évek
- Hajnali emberek: az ős-Edda írta, még Slamovits István belépése előtti időben. 1990-ben a Kisstadionban megrendezett bulin az újra összeállt ős-Edda eljátszotta.
- Húzd meg magad: ugyancsak 1990-ben játszották, igaz rá az, ami az előzőre. Ferenczi Zoltán, a zenekar első gitárosának közremüködésével 2024-ben az 50 éves jubileumi koncerten eljátszották, és még néhány más helyen is a turnén.
- Merre vagy?: szintén játszották 1990-ben. Ferenczi Zoltán, a zenekar első gitárosának közremüködésével 2024-ben az 50 éves jubileumi koncerten eljátszották, és még néhány más helyen is a turnén.
- Szólítsd a blues-t
- Ha jó zene szól
- Ébresztő
- Munka után
- Mindent vagy semmit
- Villamos
- Hé Hé
- Hidegszívű lány
- Gyorsan élj
- Rég vége: egyes motívumai később bekerültek a "Torony" című számba.
- Rockénekes: ez a dal bár albumra került 1983-ban, de az eredeti változat kissé banális szövegéből csak a refrén első sora maradt meg ("Nem vagyok más, csak egy énekes ebben a rockegyüttesben"). Még a dallam is más, ezért azt mondhatjuk, hogy az Eddának két Rockénekes című száma volt.
- Hosszú az út: sokáig a koncertek záródala volt. Egészen 1990-ig játszották dokumentáltan.
- Engedjetek saját utamon: szintén népszerű koncertszám volt, de szövege miatt nem kerülhetett fel sokáig egy lemezre sem (pedig az Edda Művek 2.-re feljátszották, de utólag lehagyták). Végül 1988-ban a Pataky–Slamovits és a Best of Edda 1980–1990 lemezeken szerepelt. Ezen kívül az 1983-as búcsúkoncertről a dal egy részlete bekerült Almási Tamás Kölyköd voltam című dokumentumfilmjébe, 1995-ben pedig a 15 éves jubileumi koncerten Slamovits István és Zselencz László vendégszereplésével játszották el, a felvétel felkerült a koncertről kiadott CD-re (Edda 15. születésnap).

## 1980-as évek
- Vörös tigris: a dal a bányász feleségéről. A bakancsos felállás idején nem került fel lemezre, a munkásosztályra nézve dehonesztáló szövege és címe miatt (csak később a Pataky-Slamovitsra), viszont szerepelt az 1,2,3... Start LIVE című válogatás-kislemezen, illetve később feljátszották az Edda Blues című lemezre is.
- Vadkutya: rendszerellenesnek titulált szövege miatt szintén csak koncerten játszhatták, albumra nem kerülhetett (a Pataky-Slamovitson rajta van). Pataky Attilát egy alkalommal burkoltan meg is fenyegették, hogy ne játsszák, különben valamilyen baleset érheti őket.[1]
- Változás: szintén csak koncerteken játszhatták. Nem került fel semmilyen lemezre.
- Jár a füstben a halál: egy-egy koncerten való felkonferálás tanúsága szerint Radics Béla emlékére íródott. A drogokról szóló dal a hivatalos rendszerpolitika miatt nem kerülhetett lemezre, csak később, a Pataky-Slamovitsra.
- Elektromos szemek: nem került lemezre, csak a Pataky-Slamovitsra, igaz, jelentősen átalakítva az eredeti változathoz képest.
- Micsoda komédia: lemezre nem került, de megjelent az 1,2,3... Start LIVE című kiadványon.
- Ivódal: nem került lemezre, csak a Pataky-Slamovitson hallható.
- Fekete élmény: dal a hatalomvágyról. Bár szerepel a hármas lemezen, de módosított szöveggel, melyből kivettek pár, rendszerellenesnek titulált sort, illetve valamivel gyorsabb tempóban és kevésbé erőszakos előadásmóddal.
- Királyok és szolgák: rendszerellenes szövege miatt nem engedélyezték lemezen való kiadását, a Pataky-Slamovitson hallható.
- Én vagyok a rock: nem került lemezre, koncerteken játszották.
- Einz Komma Einz (Egy Koma Egy): rendkívül érdekes, félig halandzsa német nyelvű szerzemény, melyet az 1983-as búcsúkoncerten is eljátszottak. Alapvetően a zenekarral 1982-83-ban együtt turnézó Kegye János dala volt, aki a színpadon jellemzően katonai rohansisakkal a fején halandzsázott. Pataky Attila ilyenkor mint az együttes egyetlen német tagját, "Hans urat" konferálta fel.
- A kör: eredetileg kissé lassabb tempójú szerzemény volt, teljesen hiányzott belőle a jellegzetes, erőteljes gitár-riff és a harmadik versszak, helyette a billentyűs hangszerek voltak sokkal hangsúlyosabbak. A "Poptarisznya" című rádióműsor részre készült belőle stúdióváltozat, 1985 elején, az album megjelenéséig ezt a változatot játszotta a rádió.
- Mad Girl: a "Gyere őrült" angol nyelvű verziója. Zeneileg teljes egészében megegyezik az albumváltozattal, csak az éneksáv angol. Egy 1986-os TV-műsorban szerepelt, nemzetközi promóciós céllal.
- Találkozás az ígéret földjén: egy instrumentális szám, mely rejtélyes oknál fogva nem került fel a Változó idők lemezre. Helyette a Lisztomániát vették fel.
- Lassíts: egy töredékesen fennmaradt, elvetett dalötlet, melyet 2019-ben a Zártosztály készített el teljes hosszúságban.

## 1990-es évek
- Esküvő: a Guns 'n Roses "November Rain" című számának magyar nyelvű átirata. Lemezre nem került, videoklip készült hozzá.
- Show Must Go On: a Queen azonos című számának magyarra fordított változata. Lemezre nem került fel, azonban koncertek előtt gyakran játszották magnóról intróként. Angolul a "Világslágerek Pataky-módra" című lemezen hallható.

## Forráshivatkozások
1. ↑  Ricse, Mobil, Edda, Illés: botrányok a pártállam könnyűzenei életében (magyar nyelven). Múlt-kor történelmi magazin, 2021. október 7. (Hozzáférés: 2022. október 17.)